# Cayetano Ameller
Cayetano Ameller (Cádiz, España, ca. 1790 - Caiza D, Alto Perú, 17 de agosto de 1824) fue un militar español que tuvo importante participación en las campañas finales de la Guerra de la Independencia del Perú.
Militar de carrera, alcanzó cierto grado de experiencia durante la guerra de independencia española, y en 1815 se unió al Batallón Gerona, organizado primero en Barcelona y luego en Cádiz para participar en las guerras de independencia hispanoamericanas. Con el grado de capitán del mismo batallón Gerona arribó al Perú a principios de 1816, a órdenes de su comandante, el coronel Alejandro González Villalobos. Desembarcados en Arica, participaron en la guerra contra las fuerzas de la provincia de Salta (Argentina) comandadas por Martín Miguel de Güemes. Durante años sirvió a órdenes del general Jerónimo Valdés.
En 1821, con el ascenso de González Villalobos a subinspector general de todas las fuerzas del Perú, Ameller fue ascendido al grado de coronel y asumió el mando del Batallón Gerona; más tarde, éste sería elevado a la categoría de regimiento por la incorporación de gran cantidad de soldados americanos, dividido en dos batallones. En 1822, el gobierno independiente del Perú, incapaz de atacar a través de la Sierra la posición del virrey José de la Serna en el Cuzco, lanzó la Campaña de Intermedios, con la intención de cortar las relaciones entre el Cuzco y el Alto Perú y asegurar las comunicaciones entre Lima y Chile. Ameller fue enviado a Torata, a vigilar los movimientos del ejército enemigo al mando de Rudecindo Alvarado; cuando éste avanzó hacia el interior, Valdés se retiró hacia la sierra, mientras que Ameller quedó aislado en el valle de Locumba. Allí fue atacado por las fuerzas muy superiores de Francisco Antonio Pinto el 14 de enero de 1823, pero Ameller logró retirarse sin grandes pérdidas. Pocos días más tarde, las fuerzas de Ameller fueron clave en las batallas de Torata y Moquegua, que significaron la completa victoria realista y obligaron al ejército de Alvarado a retirarse de regreso a Lima.
Participó también en la lucha contra la Segunda Campaña de Intermedios al frente del Gerona: aunque no luchó en la batalla de Zepita, en la que los independentistas de Andrés de Santa Cruz vencieron a los realistas, sus operaciones facilitaron la unión de las fuerzas españolas vencidas con las ubicadas más al sur, comandadas por Pedro Antonio Olañeta. Esta maniobra frenó el avance de Santa Cruz, que terminó por retirarse con sólo una parte de sus fuerzas, sin aprovechar en nada su victoria. Esta campaña les valió ascensos en sus grados a muchos jefes realistas. Ameller fue ascendido a brigadier de los Reales Ejércitos.
A fines de ese año de 1823, el virrey De la Serna dividió sus fuerzas en dos ejércitos: el Ejército del Sur fue puesto al mando de Valdés, con Olañeta como uno de sus jefes de división. Pero Olañeta tenía la ambición de mandar ese ejército, y además era quien gobernaba en la práctica en el Alto Perú desde hacía años. Por otro lado, llegaron al Perú noticias de la restauración absolutista de Fernando VII en España; De la Serna debía su ascenso al cargo de virrey a la victoria liberal de 1820, de modo que Olañeta puso en entredicho su autoridad. Finalmente, el 22 de enero de 1824 estalló la Rebelión de Olañeta, por la que las fuerzas españolas quedaron divididas entre leales al virrey y absolutistas.
Valdés marchó al encuentro de Olañeta, y llegó a un acuerdo con algunos cambios de autoridades en el sentido de apoyar el absolutismo, pero ni De la Serna ni Olañeta estaban dispuestos a ceder en nada: el 4 de junio, Valdés recibió la orden de someter a Olañeta. La campaña fue compleja, con marchas y contramarchas continuas, y destruyó gradualmente al ejército realista, al punto de que -pese a su enorme superioridad numérica y de mando a principios de ese año- antes de terminar 1824 sería destruido en la batalla de Ayacucho.
El primer combate importante de esta campaña fue la batalla de La Lava del 17 de agosto de 1824, en Potosí, en el cual Olañeta fue obligado a replegarse y fue capturado su segundo José María Valdez, especialmente conocido por haber causado la muerte de Güemes tres años antes. Pero entre los muertos del ejército de Valdés se contó el brigadier Cayetano Ameller.